# Filippo Brunelleschi
Pour les articles homonymes, voir Brunelleschi.
Filippo di Ser Brunellesco Lippi ou Filippo Brunelleschi, né en 1377 à Florence et mort le 15 avril 1446 à Rome, est un architecte, sculpteur, peintre, et orfèvre de l'école florentine. 
Brunelleschi puise sa vigueur créatrice aux sources antiques pour rationaliser l'espace de la cité moderne et met en place les bases de la perspective, opposant ainsi au gothique tardif un nouveau système de représentation du monde. Tenu pour un novateur par ses propres contemporains, Brunelleschi laisse une œuvre architecturale — réalisée pour l'essentiel à Florence, pendant la première moitié du Quattrocento, puis complétée par des élèves comme Michelozzo et Alberti — qui fait de lui un brillant précurseur de la Renaissance. En 1415, il théorise à Florence la « perspective mathématique » .

## De l'orfèvre à l'architecte
Admis apprenti-orfèvre à l'Arte della seta (« art de la soie ») en 1398, il s'intéresse un temps à l'horlogerie.
En 1400, il exécute des statuettes de prophètes, d'évangélistes et de saint Augustin pour l'autel de San Jacopo à Pistoie. En 1401, il participe au concours pour la porte nord du baptistère de Florence sur le thème du sacrifice d'Isaac. Il est finaliste ex æquo avec Lorenzo Ghiberti dont l'œuvre est finalement retenue en 1402 à la suite de son refus de compromis. On préfère le style plus mesuré de ce dernier, tout en étant sensible au fait que Ghiberti ait su utiliser une quantité moindre de bronze pour effectuer son relief. Il part alors à Rome avec son ami sculpteur Donatello pour étudier les ruines antiques. Bien que reconnu maître-orfèvre en 1404, Brunelleschi s'intéressa plutôt à la sculpture, avant de se tourner résolument vers l'architecture.

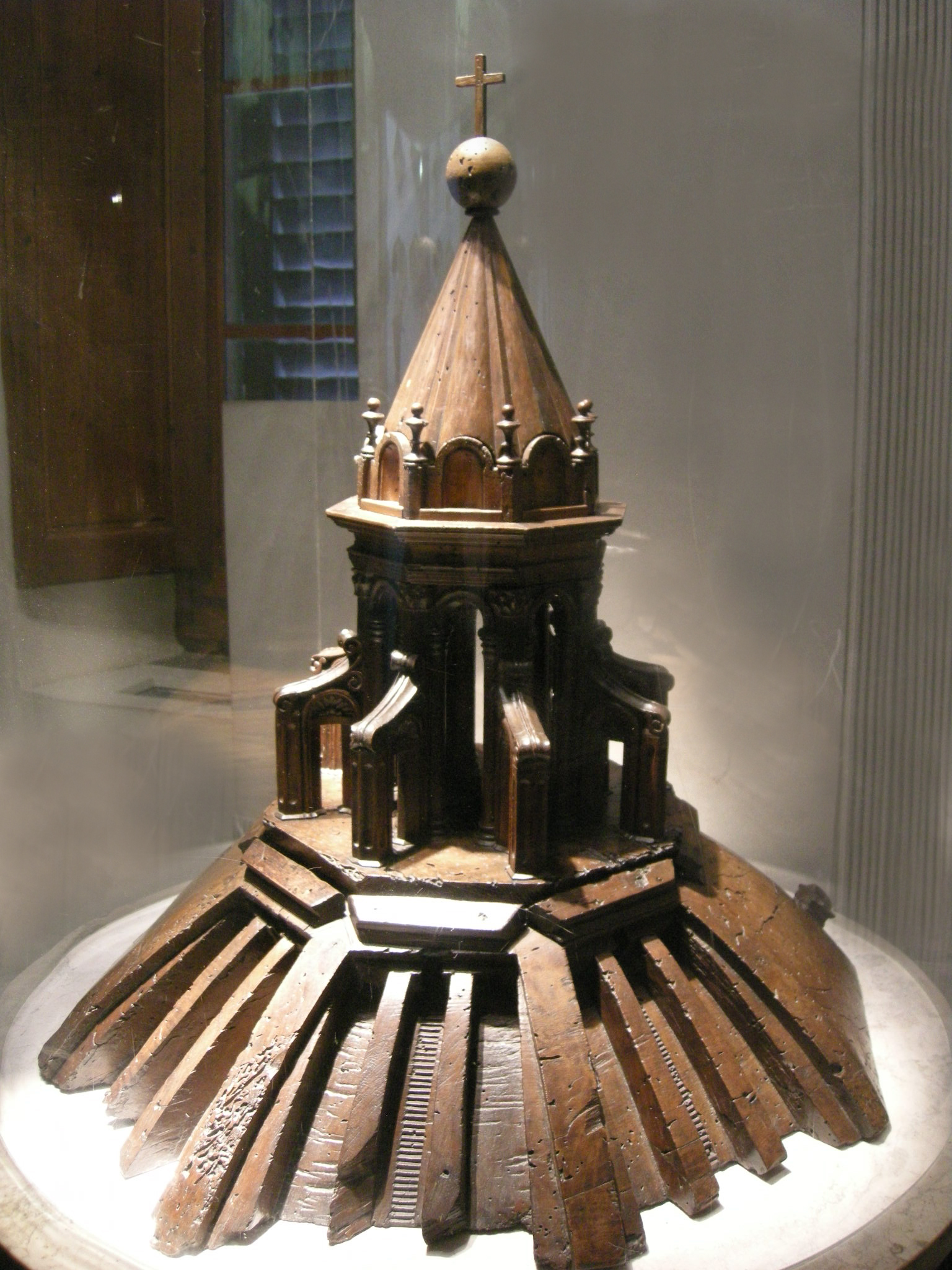
Modèle réduit du dôme de la cathédrale de Florence (vers 1432-1436).

En 1418, un avis de concours est lancé pour doter la cathédrale de Florence d'une coupole. Brunelleschi présente alors un projet sans échafaudages, qui ne convainc pas d'emblée le jury ; il en prouve la justesse en construisant à San Jacopo Sopr'Arno une chapelle couverte par une coupole bâtie sans cintre, et il finit par obtenir la direction du chantier de Santa Maria del Fiore, à nouveau avec Ghiberti qu'il parvient à évincer vers 1426 en le laissant un moment seul à la direction de chantier. Les travaux de la coupole commencent en 1420, alors que Brunelleschi s'est, par ailleurs, vu confier par l'Arte della seta, ceux de l'hôpital des Innocents, un refuge pour enfants abandonnés qui fut inauguré en 1445.
S'inspirant des loges florentines, l'architecte réalise sur le long côté d'une place un portique — dans lequel il introduit l'ordre corinthien — qui donne accès à un ensemble comprenant un cloître, une église et un dortoir. Les structures porteuses sont mises en valeur par l'utilisation de la pietra serena, pour la réalisation de colonnes monolithiques qui se détachent avec arcs et architraves sur l'enduit blanc du mur, procédé que Brunelleschi réemploiera à plusieurs reprises. En construisant ce portique, l'architecte pense également la place sur laquelle il ouvre le bâtiment, la Piazza della Santissima Annunziata ; celle-ci est depuis lors bordée par le portique de la maison des Servites de Marie, la Loggia dei Servi di Maria, due à Antonio da Sangallo le Vieux et Baccio d'Agnolo, tandis que son troisième côté est marqué par les arcades de l'église Santa Annunziata, construite par Michelozzo.
En 1421, Brunelleschi entreprend pour l'église paroissiale des Médicis, San Lorenzo, une chapelle nobiliaire, qui fut appelée Vieille Sacristie après la construction par Michel-Ange, en 1521, de la Nouvelle Sacristie. C'est l'un des ouvrages de Brunelleschi qui se trouva le moins altéré par des ajouts, et le premier édifice de la Renaissance à plan central : un cube surmonté d'une coupole hémisphérique dont les voûtains reposent sur des pendentifs. Pour l'église San Lorenzo elle-même, dont il entreprend la reconstruction en 1425, il adopte un plan basilical à trois nefs. La nef centrale est recouverte d'un plafond de bois à caissons et dotée de hautes fenêtres ; les nefs latérales, voûtées, sont éclairées par des oculi.

Le dôme de la cathédrale Santa Maria del fiore de Florence, vu du Campanile.

Élément majeur de son œuvre, la coupole du duomo de Florence est toujours un monument du savoir-faire architectural, tant les dimensions, les techniques et la qualité du travail sont exceptionnelles.

## Retour à l'antique et innovations

### Retour à l'antique
La première biographie de Brunelleschi, due à Antonio Manetti (1423-1497), mêle anecdotes pittoresques et panégyriques. Giorgio Vasari dans Les Vies des meilleurs peintres, sculpteurs et architectes (Le Vite de' più eccellenti pittori, scultori e architettori) (1542-1550) reprend le procédé : « Cet homme nous fut envoyé par le ciel pour rénover l'architecture égarée depuis des siècles. »
Brunelleschi se serait rendu à Rome entre 1404 et 1406 avec Donatello et il y serait retourné vers 1417 (la critique moderne avance également la date, incertaine, de 1430) : là, il aurait étudié l'architecture des monuments antiques, afin d'en tirer des règles pratiques de construction.
Mais Brunelleschi, loin de se contenter de copier l'antique, en réadapte le vocabulaire à un édifice qu'il conçoit comme un tout organique, régi par des mesures et des proportions harmoniques. Sa connaissance de l'architecture antique pourrait également être due au contact direct avec les monuments romans toscans (à Florence même, San Miniato et le baptistère, dont il s'inspire pour la lanterne de Santa Maria del Fiore).
Bien que reconnu et honoré — il fut enseveli à Santa Maria del Fiore, et eut droit à un monument avec une épitaphe commémorative —, Brunelleschi dut lutter pour imposer ses projets, notamment celui de la coupole de la cathédrale. Cosme de Médicis refusa le plan d'un palais nouveau, jugé trop somptueux. Santa Maria degli Angeli fut abandonnée, et Santo Spirito fut notablement modifié : les chapelles qui devaient montrer leur rotondité à l'extérieur furent dissimulées par un mur les enchâssant ; on a finalement construit trois portes en façade au lieu de quatre ; en outre, Brunelleschi n'obtint pas d'orienter l'église vers l'Arno, ce qui aurait créé une nouvelle relation de la ville avec le fleuve. Manetti impute nombre des imperfections des édifices de Brunelleschi à Francesco Della Luna et à Manetti Ciaccheri qui les achevèrent après sa mort.

### Le peintre et la perspective
Le Filarète (~1400 - ~ 1469) et Manetti attribuent à Brunelleschi l'invention de la perspective linéaire, bien avant que Leon Battista Alberti n'en codifie les procédés dans son traité De pictura (De la peinture, 1435). Pour l'ingénieur Brunelleschi, la perspective constitue un instrument de calcul et un moyen de reproduction rationnel des édifices. Elle met en évidence les lignes de force de l'architecture (colonnades) et les scansions de l'espace (alternance des vides et des pleins).
Vers 1415, il peint un petit tableau représentant, en perspective, le baptistère Saint-Jean de Florence et réalise des vues plus importantes pour le palais de la Seigneurie. Ce petit panneau est cité comme à l'origine de l'usage de la perspective centrale en peinture. Il représente le baptistère Saint-Jean tel qu'on le voyait à partir de l'intérieur du portail central de la cathédrale de Florence, avec tout son environnement. Le tableau installait le spectateur comme pur témoin de l'image peinte : la peinture elle-même devait être regardée dans un miroir, les deux, tableau et miroir, se faisant face, le miroir étant tenu à bout de bras quand l'autre bras tenait le tableau. L'œil du spectateur venait se coller contre un trou percé au centre du panneau : « trou caché dans la peinture pour la voir et qui cache, dans le miroir où vient se refléter l'image, le corps et le visage du spectateur. » Le peintre avait poussé l'effet en recouvrant d'argent le ciel de son tableau pour que le ciel réel puisse s'y refléter. Par ce dispositif, le corps du spectateur est réduit à un œil, et « pour reprendre l'expression d'Hubert Damisch, à sa seule "pulsion scopique" ». 
La méthode de Brunelleschi, dont ce dispositif témoignait mais dont la mise au point était antérieure, aurait servi à son ami Masaccio pour la construction graphique du cadre architectural de sa propre peinture murale, la fresque de la Sainte Trinité de la basilique Santa Maria Novella, réalisée semble-t-il — après les recherches liées à sa restauration, en 2002 — avant 1425.
L'influence de ces leçons de perspective sera particulièrement sensible chez des maîtres de l'école florentine tels que Filippo Lippi et Fra Angelico.

### Autres innovations
L'extraordinaire capacité d'invention de Brunelleschi se manifeste peut-être plus dans ses trouvailles techniques que dans ses choix esthétiques. La construction de la coupole de la cathédrale nécessite de soulever environ sept tonnes de matériaux par jour ; il projette et met au point grues et treuils à l'aide de vis sans fin, poulies, engrenages et roues dentées, ainsi que des échafaudages assurant la sécurité des ouvriers. Selon Manetti, son expérience dans le domaine de l'horlogerie lui fut très profitable. Certains dessins de Léonard de Vinci s'inspirent de ses créations.
Brunelleschi propose un nouveau type d'église lumineuse dont le plan est régi par le nombre d'or, à San Lorenzo et à Santo Spirito. Avec l'hôpital des Innocents, il établit un rapport particulier à l'espace urbain en suscitant la création de la place publique. Il réintroduit le plan central sur la base du carré ou du cercle à la Vieille Sacristie, à la chapelle des Pazzi, et à Santa Maria degli Angeli. Son emploi de la pietra serena pour souligner la membrure de ses édifices sera souvent repris, notamment par Michel-Ange.
Enfin, on lui attribue le projet de l'un des premiers palais urbains de la Renaissance, le palais Pitti. Ses inventions marquent le début de la Renaissance architecturale à l'intérieur d'une cité encore médiévale ; consul des Dieci di Balia (le conseil du gouvernement), Brunelleschi participe à la vie administrative de Florence, ville ceinte de murailles, au tissu urbain compact et d'où émergent les grandes architectures gothiques, dont le campanile de Giotto.
Mais si la coupole de Santa Maria del Fiore — « assez vaste pour pouvoir couvrir de son ombre tous les habitants de la Toscane », selon Alberti — est plus renaissante par ses innovations techniques que par sa forme légèrement pointue qui ne la démarque pas nettement du style ogival, elle manifeste un sens de l'espace nouveau et remodèle l'aspect de la cité des Médicis pour en affirmer symboliquement la suprématie face à ses rivales, Milan, Venise, Pise, Sienne, Lucques.

## Commentaire
Le Sacrifice d'Abraham, si intéressant par ses audaces, par l'observation hardie de la nature, par la nouveauté de l'invention et surtout par l'énergie de la pensée, prouve que Brunelleschi eût pu occuper dans la statuaire la place qu'il laissa prendre à Donatello.
Les Sacrifice d'Abraham de Brunelleschi et de Lorenzo Ghiberti mettent en présence, dès le début du XVe siècle, les deux grandes doctrines qui, pendant tout un siècle, vont se partager l'art en Italie : avec Ghiberti, la beauté sereine des formes ; avec Brunelleschi et Donatello, les drames de la pensée.

« […] Brunelleschi, comme plus tard Michel-Ange en sculpture et Raphaël en peinture, est placé aux confins de deux âges. Il marque la transition entre l'ancienne ère et la nouvelle ère, et dans son œuvre on trouve le legs du passé à côté des idées de l'avenir. Brunelleschi, comme Michel-Ange et Raphaël, avant d'être un novateur, a été le disciple d'une ancienne école. 
Dans ces études, où nous nous attachons à montrer combien fut peu importante l'action de l'art antique sur l'art italien au cours du XIVe siècle et au début du XVe, on comprend combien il est intéressant de montrer que la coupole du dôme de Florence n'appartient en rien à l'influence de l'antiquité, mais dérive tout entière de l'art du Moyen Âge. En effet, dans cette œuvre surprenante, qu'on ne saurait trop admirer, le rôle de Brunelleschi fut limité surtout à l'exécution matérielle et aux formes de détail de la coupole. La conception première ne lui appartient pas. Elle est l'œuvre du XIVe siècle. Lorsque Brunelleschi apparaît, les plans de la cathédrale sont faits depuis plus d'un siècle, les nefs sont couvertes, les grands piliers destinés à recevoir la coupole ont leur forme et leur épaisseur et les pendentifs sont déjà couronnés par le tambour octogonal. Pour Brunelleschi, il ne s'agit plus que de dresser la coupole. Certes, la tâche était de nature à faire la gloire d'un architecte ; mais enfin, il faut noter qu'il n'y avait là qu'un rôle de constructeur à concevoir. Remarquons en outre que, dans la forme donnée à la coupole, Brunelleschi ne songe pas à s'inspirer des formes de l'architecture romaine, mais que, tout au contraire, dans la part d'invention qui lui revient, il se montre un fidèle disciple du Moyen Âge. S'il put élever la coupole sans échafaudage, ce qui paraît avoir été un de ses principaux mérites, c'est pour avoir donné à cette coupole les formes de l'arc brisé. De toute façon, il paraît difficile de faire une part quelconque à l'influence de l'art romain, soit dans la conception, soit dans la construction de cette coupole.
Donc, si l'on peut dire avec juste raison que l'architecture de la Renaissance date de Brunelleschi, il ne faut pas classer la coupole de Sainte-Marie-des-Fleurs parmi les œuvres de la Renaissance. La Renaissance ne date que des œuvres de Brunelleschi postérieures à la coupole : l'église de Saint-Laurent et la chapelle des Pazzi, commencées vers 1430. 
Monsieur Paolo Fontana, dans un article, Il Brunelleschi e l'architectura classica, publié en 1893 dans l'Archivio storico dell'Arte fait remarquer que la réforme de Brunelleschi consiste moins à reproduire les monuments de l'antiquité païenne que les monuments chrétiens du Moyen Âge. Les œuvres de Brunelleschi dérivent directement de San Miniato, des Saints-Apôtres et du Baptistère de Florence. Brunelleschi exerça sur l'art italien une influence bienfaisante, par son renoncement à l'architecture gothique que le génie italien ne parvenait pas à assimiler et parce qu'il remit l'architecture italienne dans sa vraie voie, dans cette voie qu'elle avait abandonnée au XIIIe siècle, pour suivre, sans grand profit, les nouveautés des peuples du Nord. »

— Marcel Reymond,

## Œuvres
- Le Sacrifice d'Isaac, 1401, bronze doré, 41,5 × 35 × 9 cm, musée national du Bargello, Florence[7] ;
- La Tavoletta (1415) ;
- La basilique San Lorenzo de Florence (1419) ;
- L'hôpital des Innocents à Florence (1419-1424) ;
- Maquette de la coupole du Duomo de Florence, vers 1420-1440, bois, H. 95 cm, diam. 94 cm (dôme), 55 × 63 × 35 cm (chacune des absides), musée de l'Œuvre de Santa Maria del Fiore, Florence[7] ;
- Le dôme et la lanterne de la cathédrale Santa Maria del Fiore à Florence (1420-1436) ;
- La sacristie de San Lorenzo à Florence ;
- La chapelle des Pazzi de la basilique Santa Croce de Florence (1430) ;
- La basilique Santo Spirito à Florence (1434) ;
- La Rotonda dei Angeli à Florence (1434) ;
- Les fortifications de Vicopisano.